# Владимир Востоков
Владимир Владимирович Петроченков е съветски контраразузнавач, сценарист и писател, автор на произведения в жанровете шпионски и криминален роман. Пише под псевдонима Владимир Востоков.

## Биография и творчество
Владимир Петроченков е роден през 1915 г. в село Костенки, Черниговска губерния, Руска империя (днес в Брянска област). Завършва Ростовския педагогически институт и специална военна школа. Работи в органите за сигурност, достига до звание полковник.
След подаване на оставка се насочва към литературата, като използва псевдонима Владимир Востоков.
Като писател първоначално работи заедно с писателя Олег Шмельов, с когото издават поредицата „Грешката на резидента“ за съветския разузнавач Зарков-Тулев. Първата книга от нея „Грешката на резидента“ е публикувана през 1966 г. Заедно пишат и сценария за едноименния филм от 1968 г. Съвместно са автори и на криминалната повест „По следу „Одиссея“ и на сценария за филма „Кольцо из Амстердама“.
Самостоятелно и в съавторство е автор и на редица други криминални и шпионски повести. Носител е на няколко литературни награди – на КГБ, на Съюза на писателите и на Съюза на журналистите.
Член на Съюза на журналистите на СССР. Владимир Петроченков умира през 1986 г.

## Произведения

### Серия „Грешката на резидента“ (Ошибка резидента) – сОлег Шмельов
1. Ошибка резидента (1966)
Грешката на резидента, изд.: ОФ, София (1970, 1988), прев. Людмила Писарева, Любен Велчев
2. С открытыми картами (1968)
3. Возвращение резидента (1979)
Завръщането на резидента, изд.: Народна младеж, София (1982), прев. Иванка Янакиева

### Повести
- По следу „Одиссея“ – с Олег Шмельов
- Шаг до пропасти
- Последняя телеграмма
- Фамильный бриллиант
- Знакомый почерк
- Тень фирмы „Блиц“
- Братец
- Ошибка господина Роджерса (1985)
- Поединок

### Екранизации
- Ошибка резидента (1968)
- Судьба резидента (1970) – по романа „С открытыми картами“
- Кольцо из Амстердама (1981) – съсценарист с Олег Шмельов
- Возвращение резидента (1982)
- Конец операции „Резидент“ (1986)